# 阿讷西湖
阿讷西湖（法語：Lac d'Annecy，法語發音：[lak dansi]）是法国上萨瓦省近阿尔卑斯山一个淡水湖:958，是法国第三大湖泊。因1960年起执行严格的环保条例，法国人称阿讷西湖为“欧洲最干净的湖泊”。